# Ragama
Ragama est une ville du Sri Lanka située au sud-ouest de Gampaha. Aujourd'hui connue pour son hôpital, elle accueillit pendant la seconde guerre des Boers un camp de concentration de l'Empire britannique.